# Villard-de-Lans
Villard-de-Lans – miejscowość i gmina we Francji, w regionie Owernia-Rodan-Alpy, w departamencie Isère.
Według danych na rok 1990 gminę zamieszkiwało 3346 osób, a gęstość zaludnienia wynosiła 50 osób/km² (wśród 2880 gmin regionu Rodan-Alpy Villard-de-Lans plasuje się na 265. miejscu pod względem liczby ludności, natomiast pod względem powierzchni na miejscu 36.

## Historia

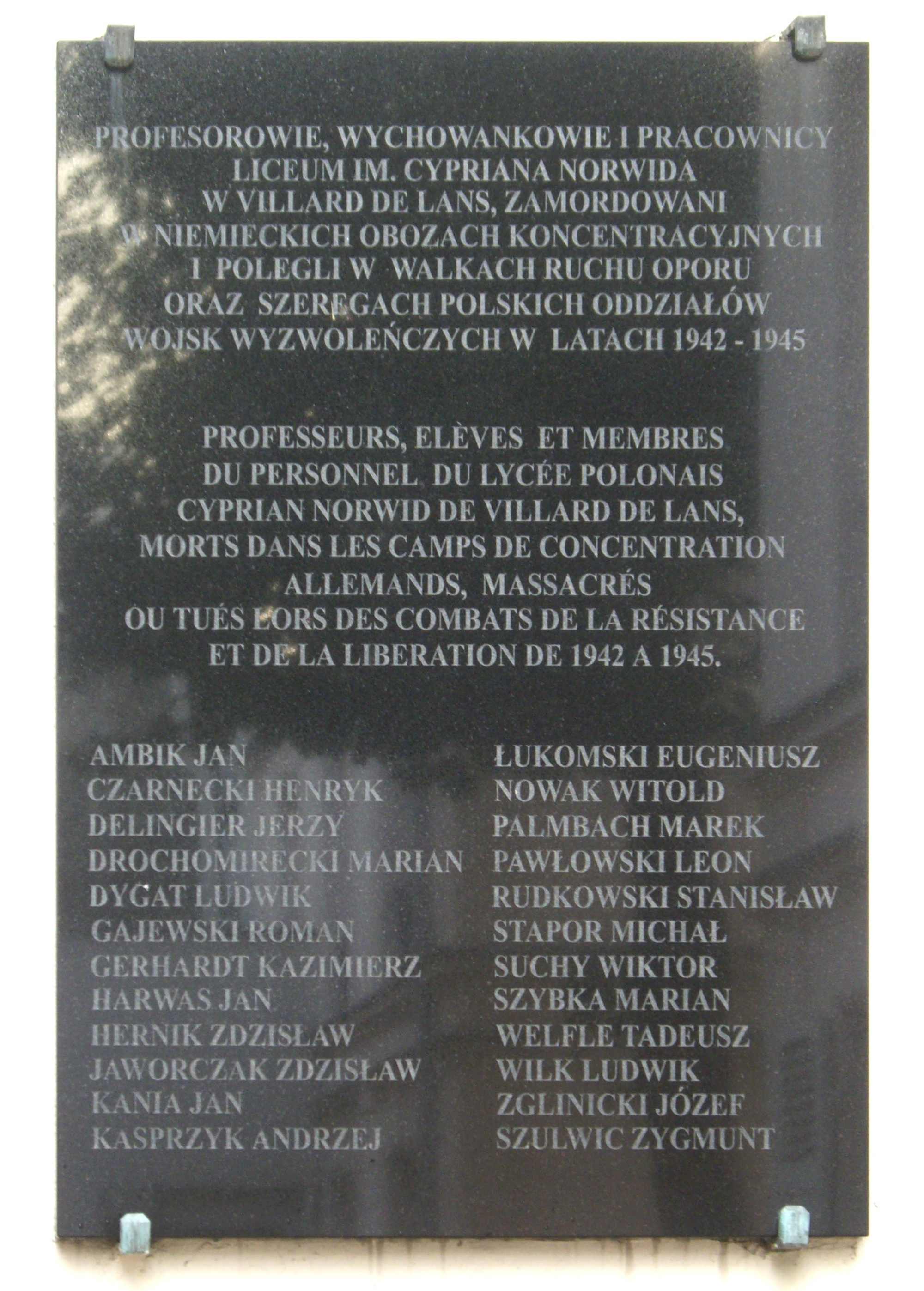
Tablica pamiątkowa poświęcona zamordowanym Polakom związanym z Liceum im. Cypriana Norwida w Villard-de-Lans, 2010

W Villard-de-Lans w latach II wojny światowej znajdowało się polskie liceum im. Cypriana Norwida, finansowane przez rząd polski. Zarówno wśród profesorów jak i uczniów szkoły było wiele wybitnych, wyróżniających się osób. Do dziś absolwenci tej szkoły spotykają się w swoim gronie na corocznych zjazdach, przyjeżdżając ze wszystkich stron świata.
W Warszawie na Ursynowie znajduje się ulica Villardczyków.
Miastem partnerskim Villard-de-Lans są polskie Mikołajki.

## Galeria

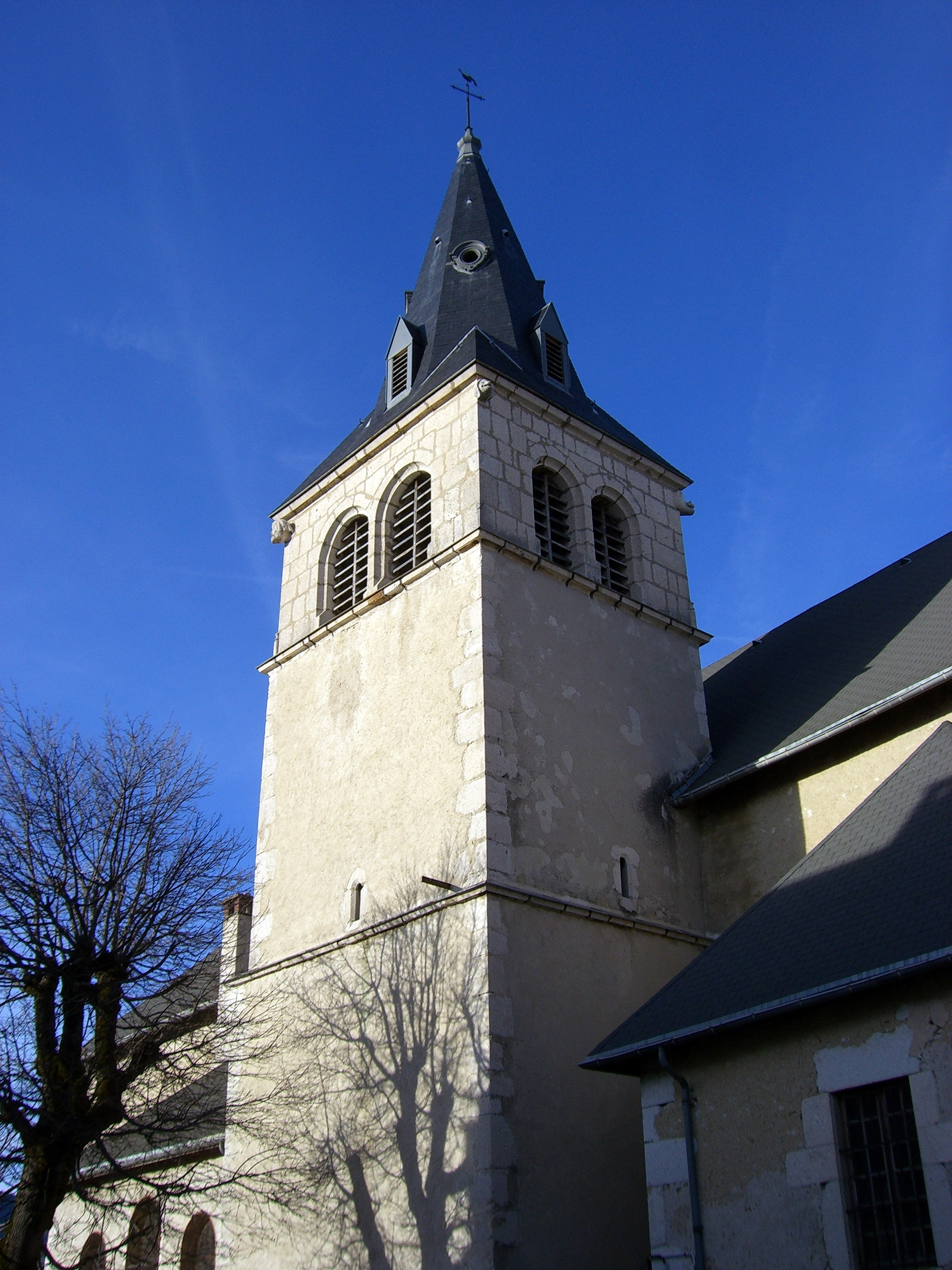
Kościół w Villard-de-Lans (2009)
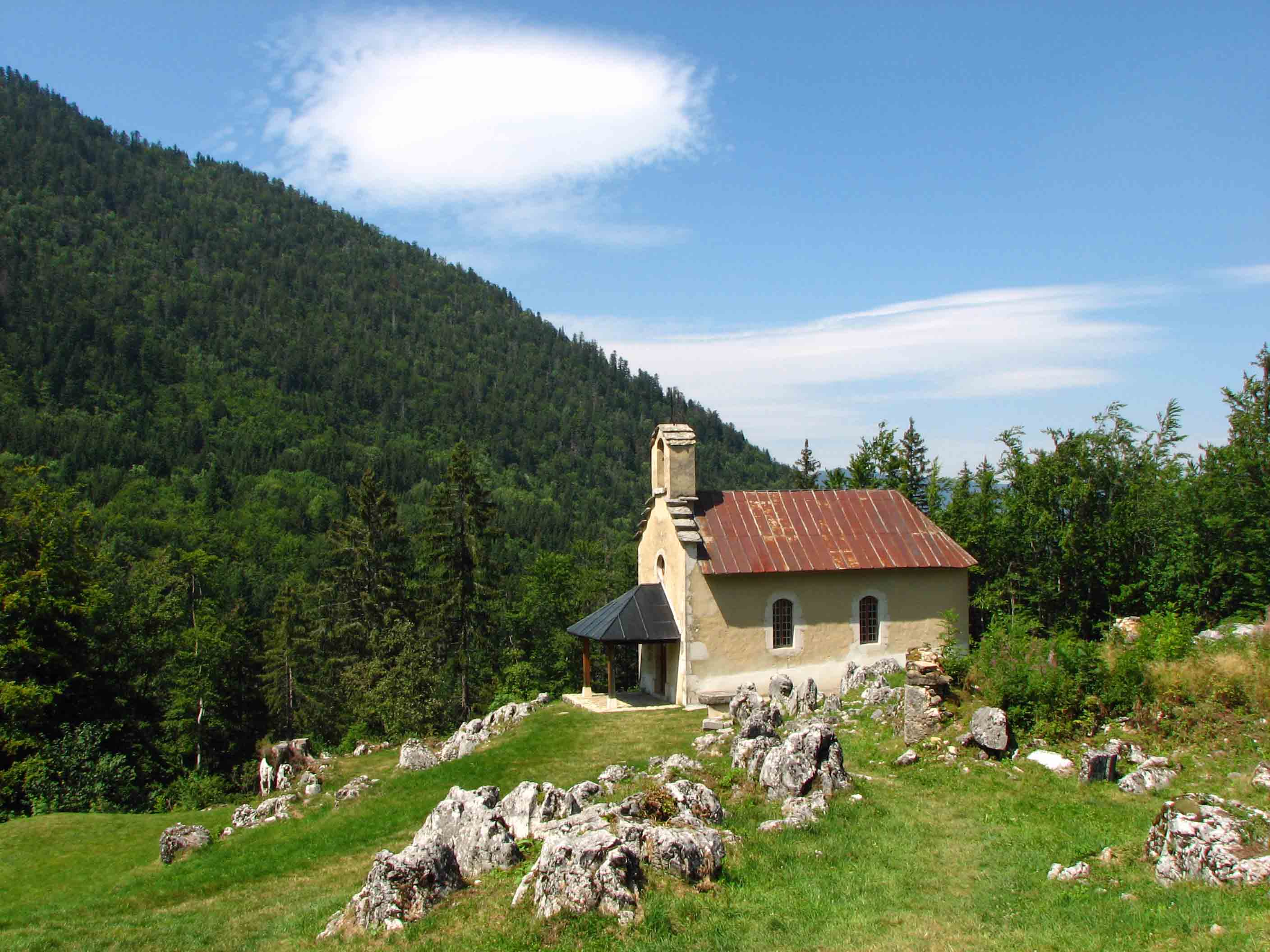
Kaplica w Valchevrière (2007)
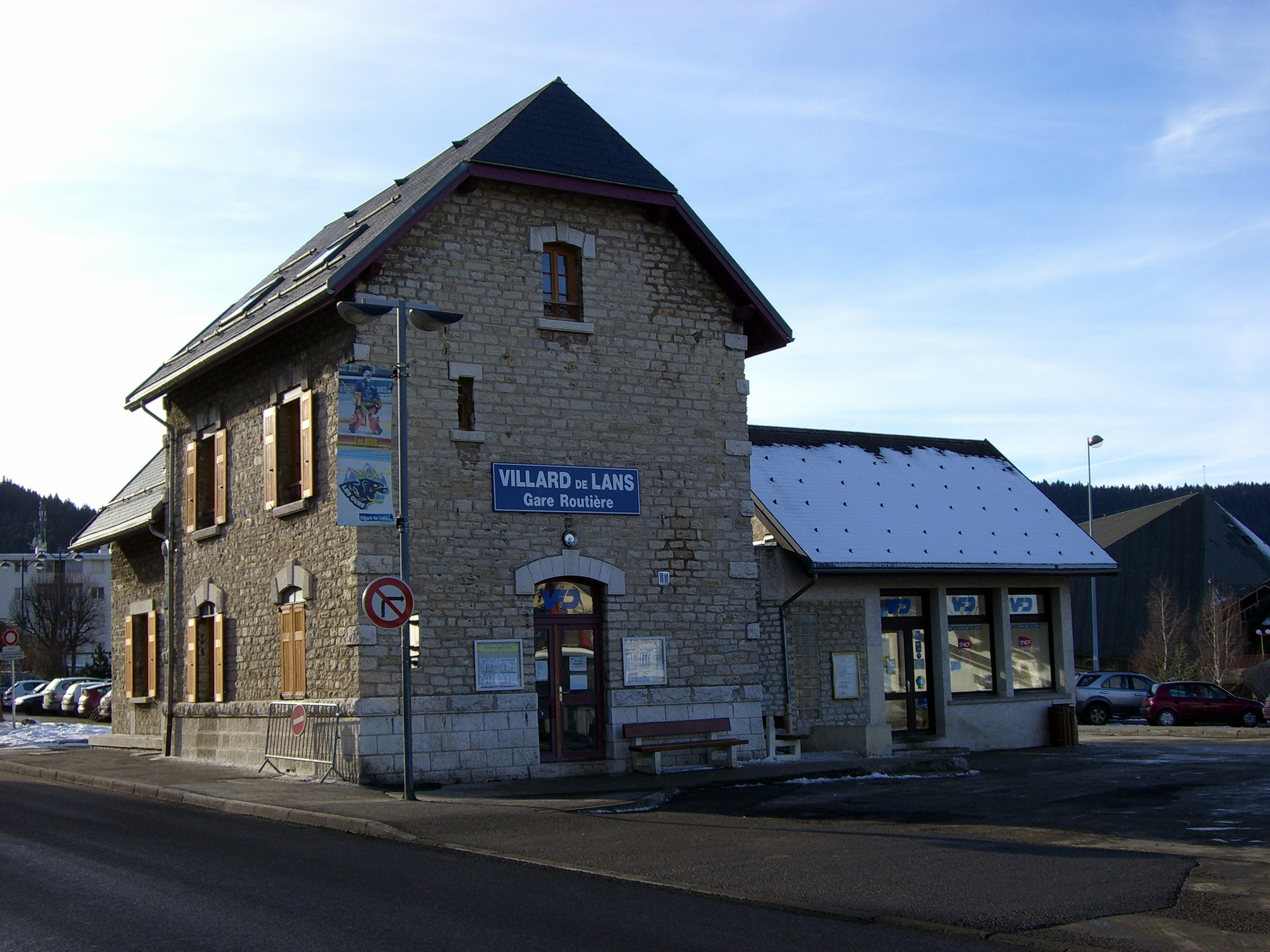
Dworzec autobusowy w Villard-de-Lans (2009)